# Groesbeek
Groesbeek  è un'ex-municipalità dei Paesi Bassi di 18 947 abitanti situata nella provincia della Gheldria. Soppressa il 1º gennaio 2015, il suo territorio, assieme a quello delle ex-municipalità di Millingen aan de Rijn e Ubbergen, è andato a formare la nuova municipalità di Berg en Dal.

## Sport

### Calcio
Le due principali squadre cittadine sono l'Achilles '29, militante dalla stagione 2013-2014 nella Eerste Divisie, la seconda divisione nazionale, e il De Treffers  che milita nella terza serie, la Topklasse.